# Cæsarion
Ptolemaios 15. Filopator Filometor Cæsar (23. juni 47 f.Kr. – 23. august 30 f.Kr.), bedre kendt som under navnene Cæsarion og Ptolemaios Cæsar, var den sidste farao af Egypten. Han regerede med sin mor, Kleopatra 7., fra den 2. september 44 f.Kr. til hendes død den 12. august 30 f.Kr. og alene indtil Octavian fik ham myrdet. (Octavian blev til Romerrigets kejser Augustus i 27 f.Kr.). Cæsarion var den ældste søn af Kleopatra og sandsynligvis Julius Cæsars eneste biologiske søn, hvorfor han i Alexandria fik tilnavnet Cæsarion, der betyder "lille Cæsar". Han var den sidste egyptiske regent fra Ptolemaios-dynastiet i Egypten. 
Cæsarion blev udnævnt til sin mors medregent tre år gammel, og selvom han kun var konge af navn, skete udnævnelsen, for at Kleopatra kunne holde sig sikkert på tronen.  Kleopatra insisterede på, at han var Julius Cæsars søn, men selvom det blev sagt, at han arvede Cæsars udseende og temperament, anerkendte Cæsar ham aldrig som sin søn. Det ville have været umuligt. Først da Kleopatra og Marcus Antonius indledte deres kampagne for fælles magt over dele af Romerriget kom påstandene om at Cæsarion var den rette arving på banen. Cæsar skal have givet tilladelse til at bære sit navn, og netop dette blev et stridspunkt, da Cæsars adoptivsøn Octavian kom i konflikt med Antonius og Kleopatra. Hvor Cæsar formentlig straks havde indset, at sønnen måtte blive egyptisk konge, var Antonius villig til at bruge sin stedsøn i kampen for eget imperium.  Da Octavian invaderede Egypten i år 30 f.Kr., prøvede Kleopatra at sende Cæsarion til Indien i sikkerhed fra sin grandfætter. Men romerne fik stoppet ham og tog ham til fange. Imens begik Marcus Antonius selvmord ved Octavians erobring af Alexandria
Den 1. august år 30 f.Kr. blev Egypten officielt en provins i den Romerske republik. Kleopatra begik selvmord den 12. august. Imens overvejede Octavian, hvad han skulle stille op med den sidste farao. Han var selv grandnevø og adoptivsøn til Cæsarions far, Julius Cæsar. Octavian frygtede, at "for mange Cæsarer", som han sagde, ville true hans position som Cæsars arving. Desuden var Octavian selv optaget på listen over faraoer af Egypten som arving og efterfølger efter Cæsarion. Han besluttede at myrde sin adoptivbror.
Cæsarion er emnet i et digt, skrevet af Konstantinos Petrou Kavafis i 1918.